# Brigante (Sud Sound System)
Brigante è un singolo del gruppo musicale Sud Sound System, pubblicato il 9 giugno 2017 come primo estratto dell'album Eternal Vibes.